# نيل دونيلي ريد
نيل دونيلي ريد (بالإنجليزية: Nell Donnelly Reed)‏ هي مصممة أزياء أمريكية، ولدت في 6 مارس 1889 في بارسونز في الولايات المتحدة، وتوفيت في 8 سبتمبر 1991 في كانساس سيتي في الولايات المتحدة.